# Малый Трианон

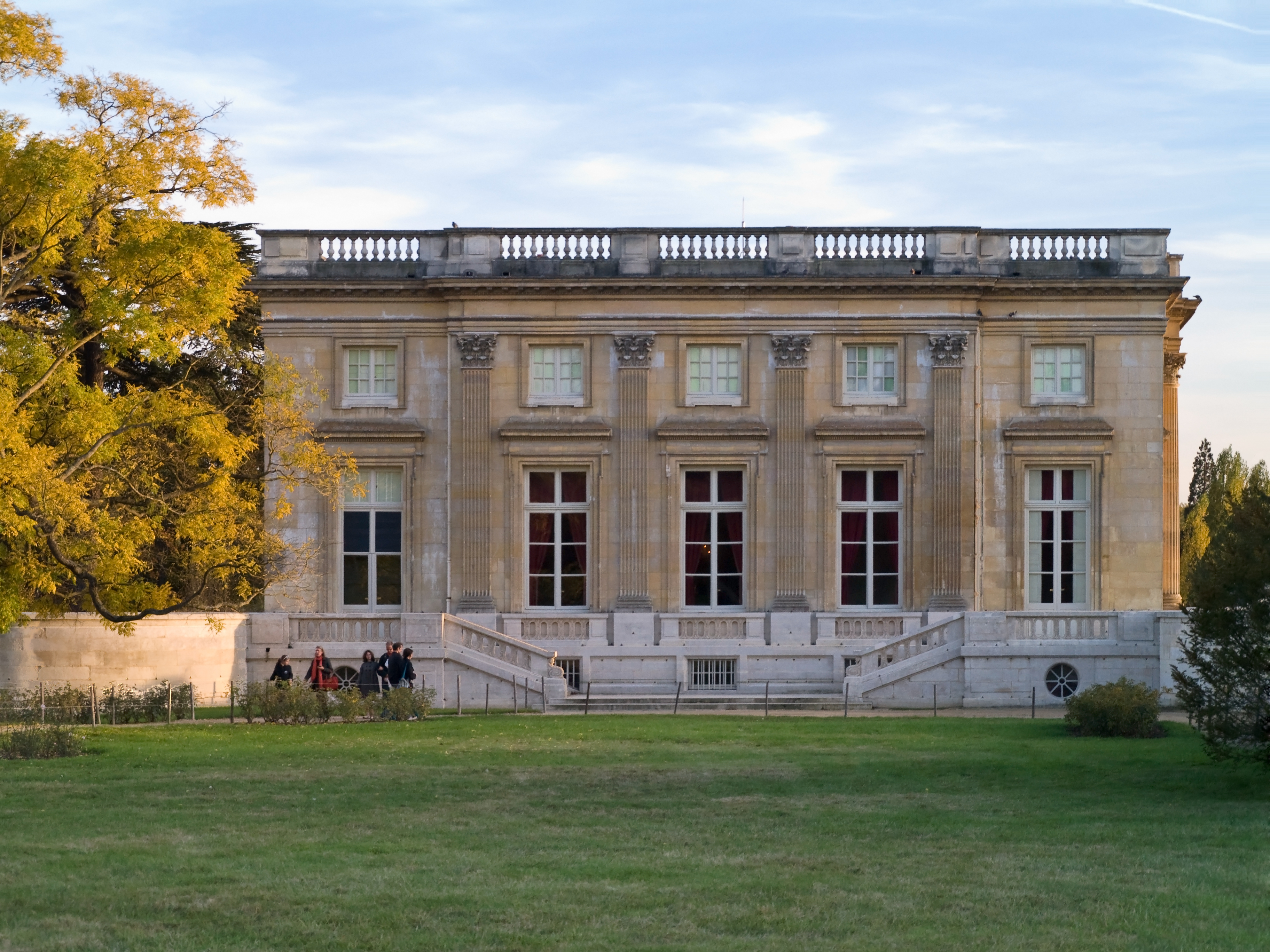
Северный фасад

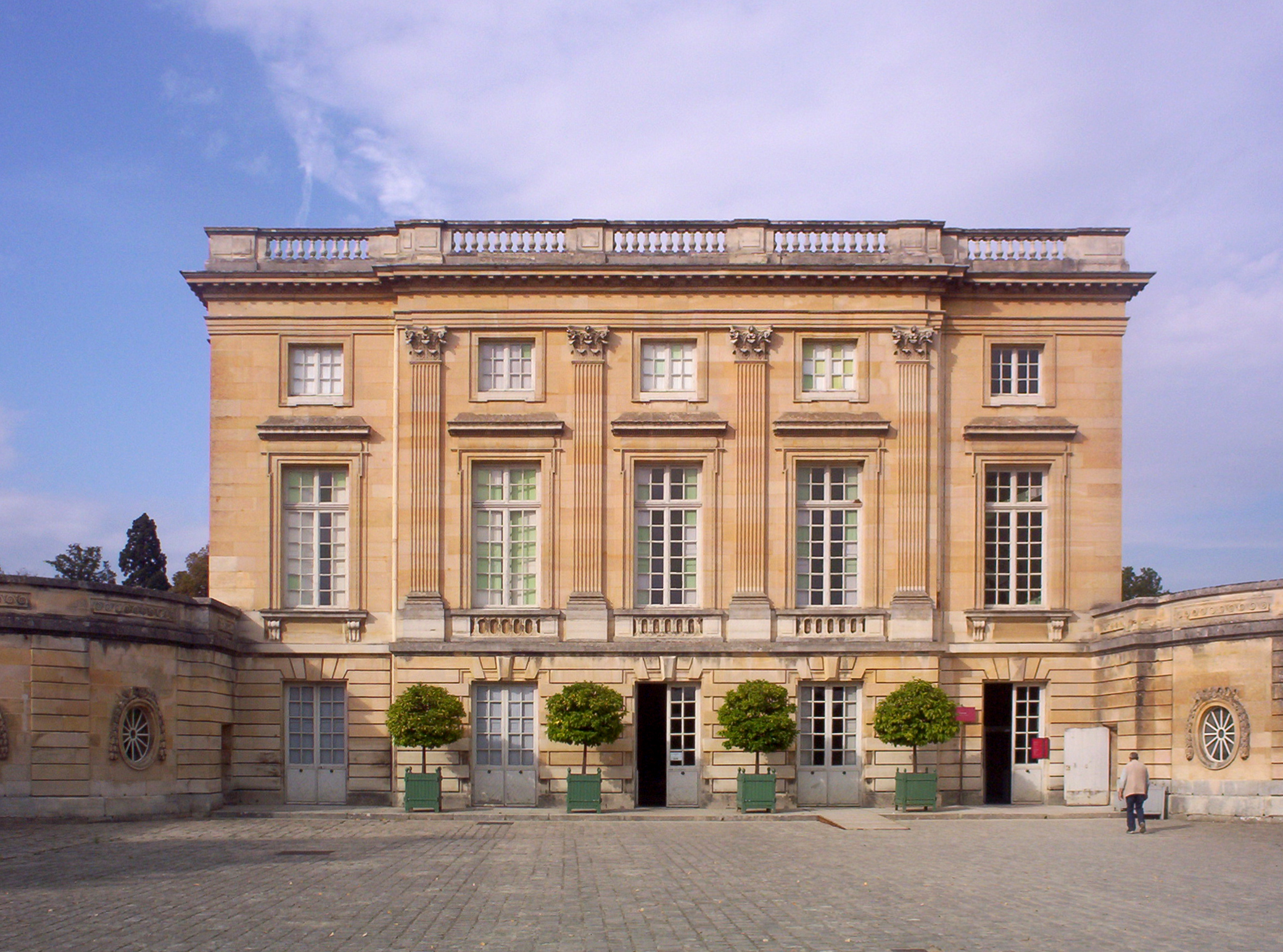
Южный фасад

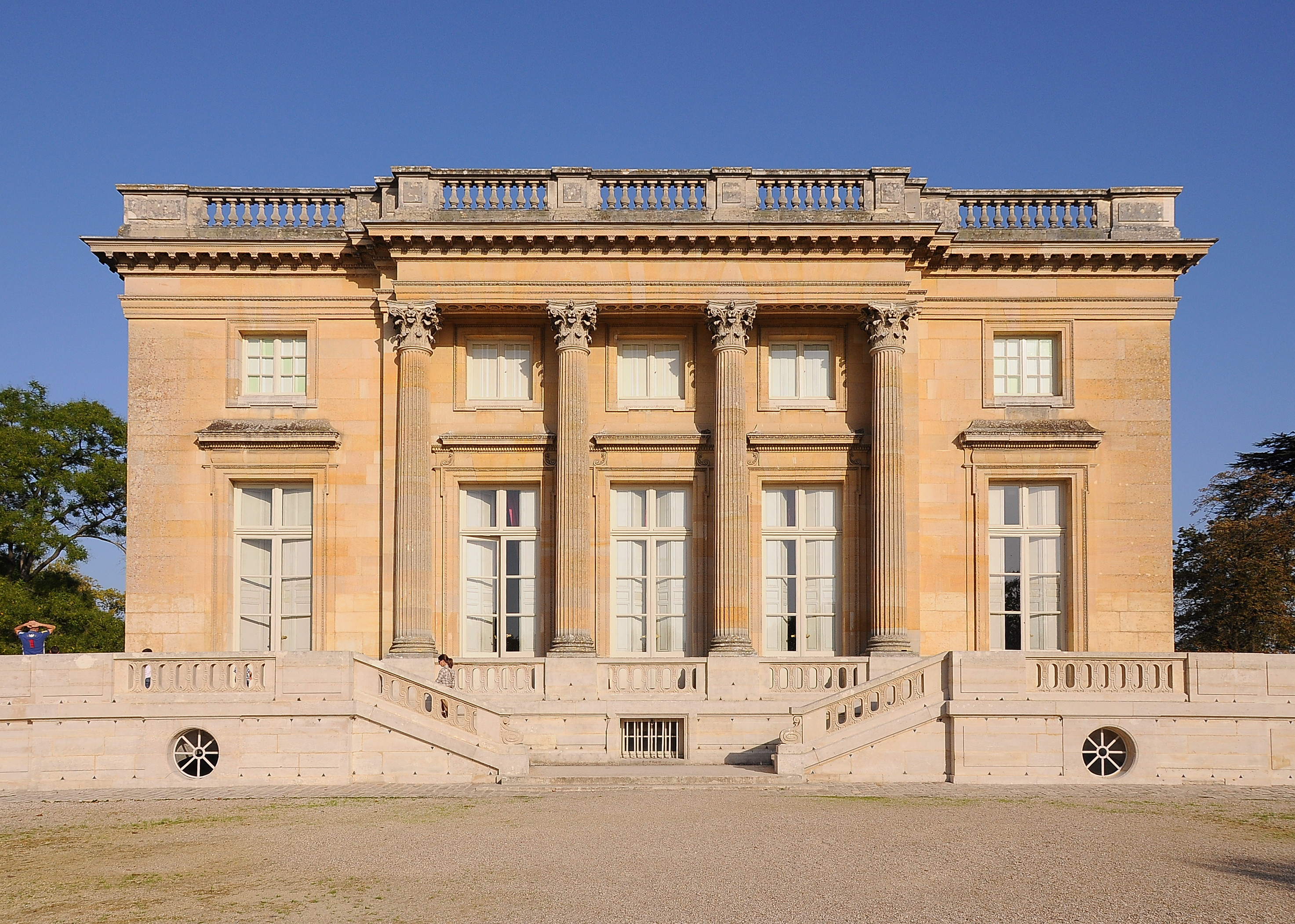
Западный фасад

Пейзажная часть Версальского парка на плане конца XVIII века

Малый Трианон (фр. Petit Trianon) — небольшой дворец, расположенный на землях Версальского парка во Франции. Спроектирован французским архитектором Жак-Анж Габриэлем по распоряжению короля Людовика XV для его фаворитки маркизы де Помпадур. Построен в 1762—1768 годах. Выдающийся памятник архитектуры французского неоклассицизма второй половины XVIII века.

## История
Трианоном называлась небольшая деревня, когда-то существовавшая на этом месте до возведения королевских построек. Маркиза де Помпадур застала начало строительства дворца, но умерла за четыре года до его завершения, и дворец достался следующей фаворитке — графине Дюбарри. После восшествия на престол в 1774 году двадцатилетний Людовик XVI передал дворец и прилегающий «французский парк» в качестве частной резиденции своей супруге, девятнадцатилетней королеве Марии-Антуанетте.
Мария-Антуанетта приезжала сюда, чтобы отдохнуть от церемоний двора и тяжёлых обязанностей королевы. Всё в Малом Трианоне подчинялось власти королевы. Никто, даже сам король, не мог ступить на эту землю без её приглашения. Это вызывало недовольство среди придворных, так как сюда допускался только ближний круг королевы.

## Архитектура
Дворец «Малый Трианон» является шедевром французской архитектуры переходного периода от стиля рококо первой половины XVIII века к более сдержанному, но не менее элегантному неоклассицизму, получившему развитие с 1760-х годов. Внешне дворец прост и элегантен, его архитектурная композиция пропорциональна, замкнута и уравновешена. «Облик Малого Трианона характерен для французского неоклассицизма второй половины XVIII века так же, как образ Большого Трианона, созданного в Версале Жюлем Ардуэн-Мансаром столетием раньше, — для стиля Людовика XIV».
Все членения фасадов Малого Трианона построены на отношениях простых целых чисел 1:2. Здание представляет собой яркий пример рационализма в архитектуре. Длина постройки вдвое больше высоты, высота дверных и оконных проёмов вдвое больше их ширины, высота второго этажа вдвое меньше высоты первого. Схожим образом поступал в своих знаменитых виллах венецианской Террафермы Андреа Палладио. Традиционны для французской архитектуры окна в мелкую расстекловку, рустовка первого этажа, балюстрада на кровле, двухмаршевая лестница, парадный двор — курдонёр.

## Интерьеры дворца
В стилевом отношении особенно замечательны интерьеры Малого Трианона. Отделка стен и формы мебели основаны на сочетаниях прямых линий, чистых поверхностей с круглыми и овальными медальонами, рамами зеркал, спинками кресел. Всё это дополняется лёгкими лепными гирляндами, сочетанием белого с позолотой. Этот приём имел такой успех, что во Франции даже появилось определение: «стиль Габриэль». Большая часть мебели и прочих деталей интерьера появилась в период Марии-Антуанетты, главной хозяйки дворца. Картины сохранились с предыдущего периода времени правления Людовика XV. Апартаменты короля находились на верхнем этаже дворца.
Здание спроектировано так, чтобы по мере возможности минимизировать контакты гостей и прислуги. Предполагалось устроить передвижные обеденные столы. Прислуга должна была сервировать их в подсобных помещениях, а затем столы механическим лифтом поднимались бы в столовую. Но эти столы так и не были изготовлены.
В покоях королевы просматривается её характер. Будуар отличает изобретательность: поворотом простой ручки зеркала во всю длину медленно поднимаются от пола и устанавливаются перед окнами. Спальня королевы, несмотря на простоту, также элегантна и обставлена мебелью французских мастеров Жоржа Жакоба и Жан-Анри Ризенера. В настоящее время интерьеры дворца приспособлены под экспозицию мебели и предметов декоративно-прикладного искусства XVIII века.

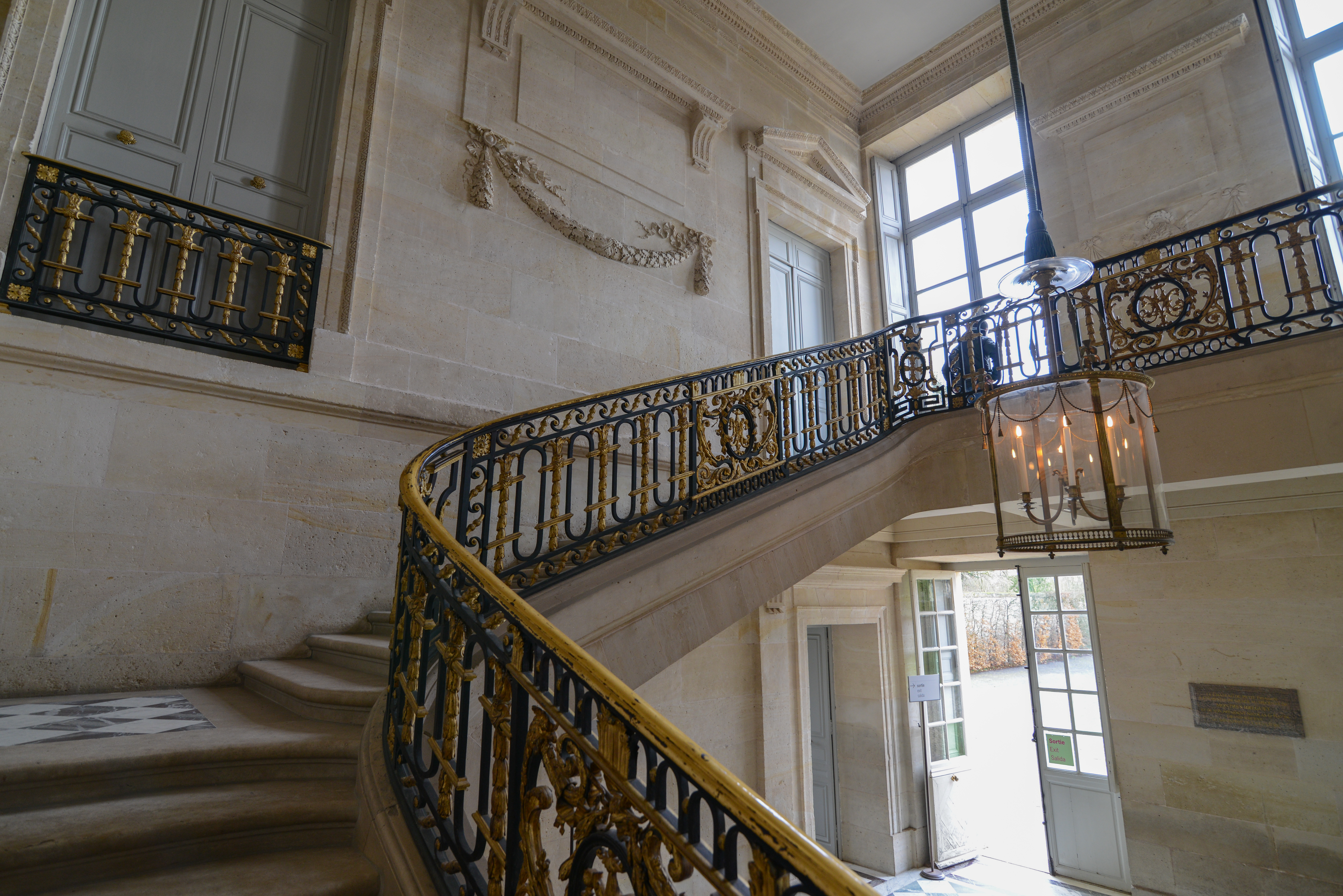
Лестница
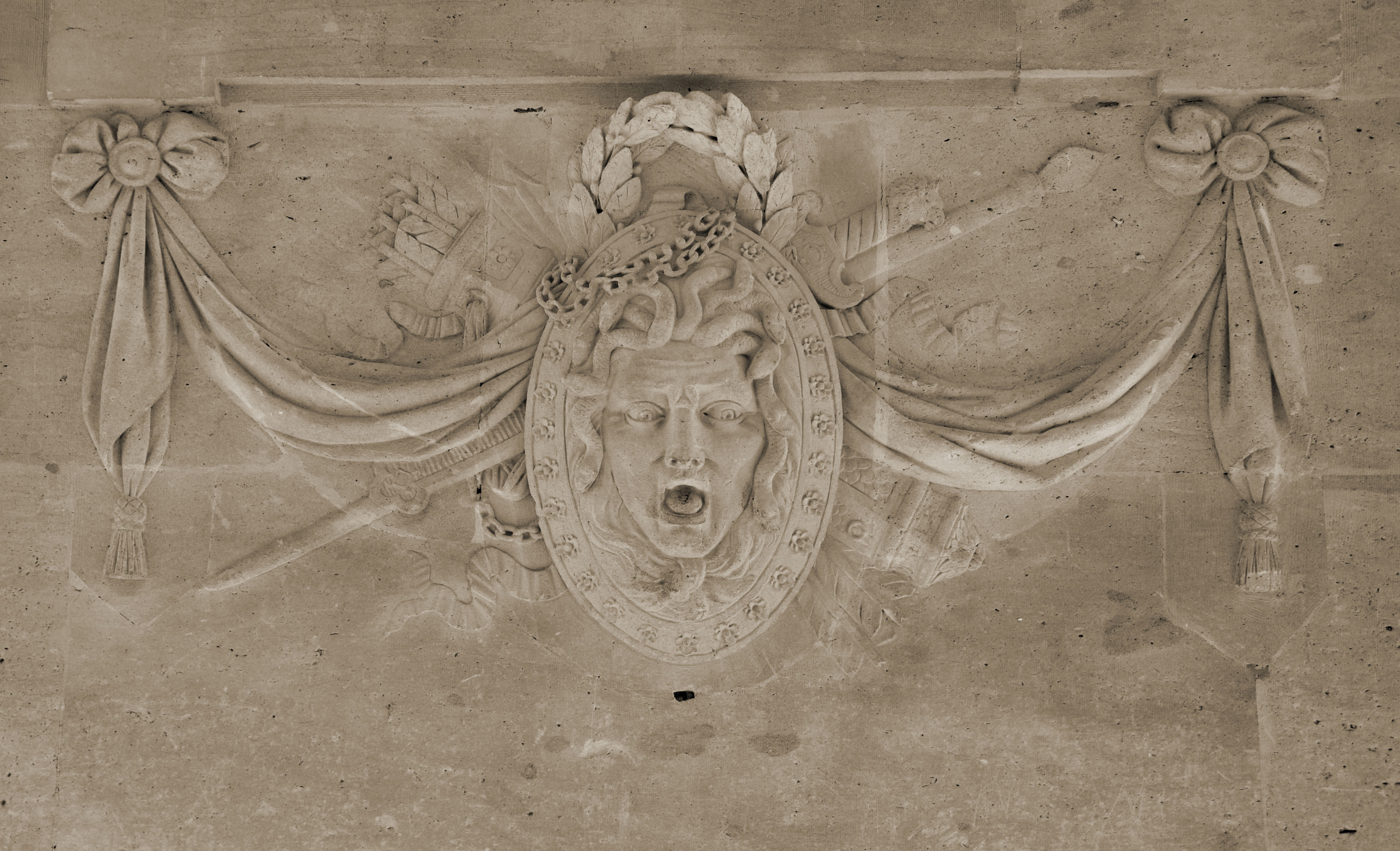
Медуза Горгона. Барельеф лестницы
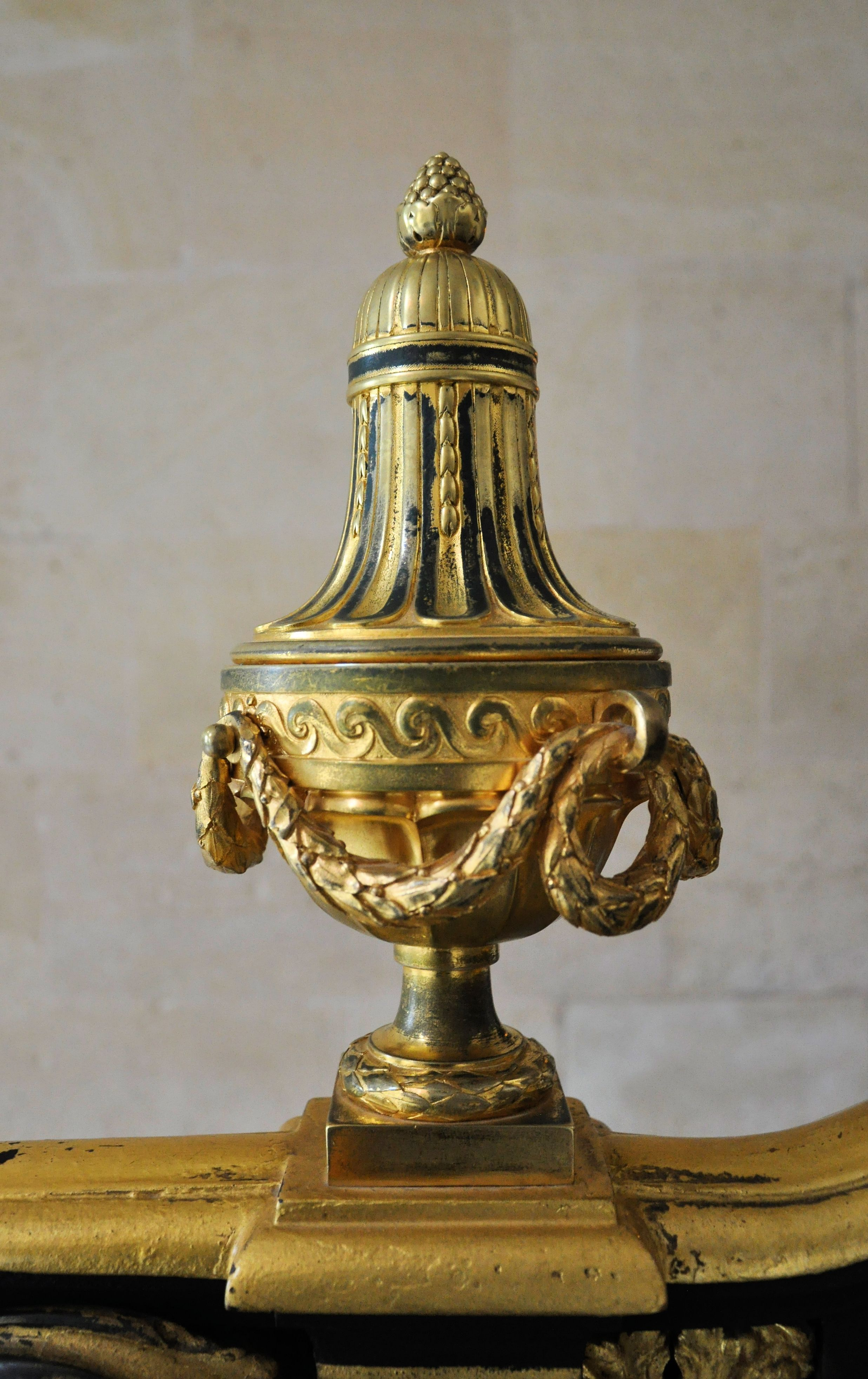
Деталь лестницы
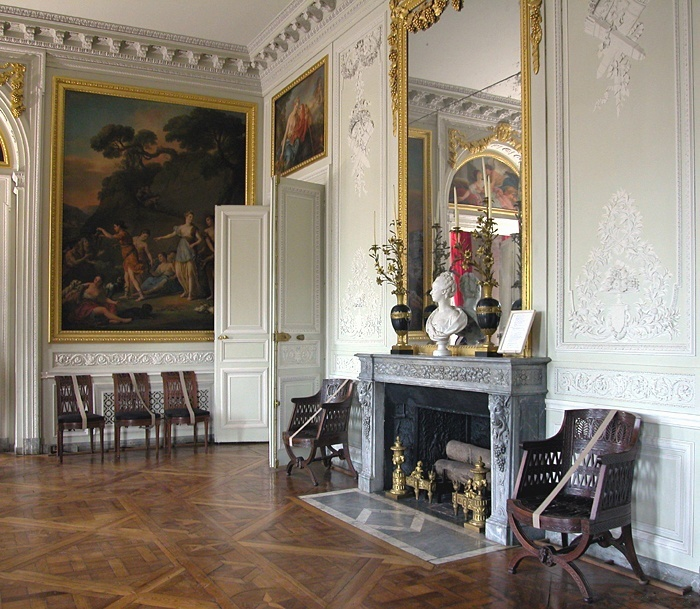
Большой зал
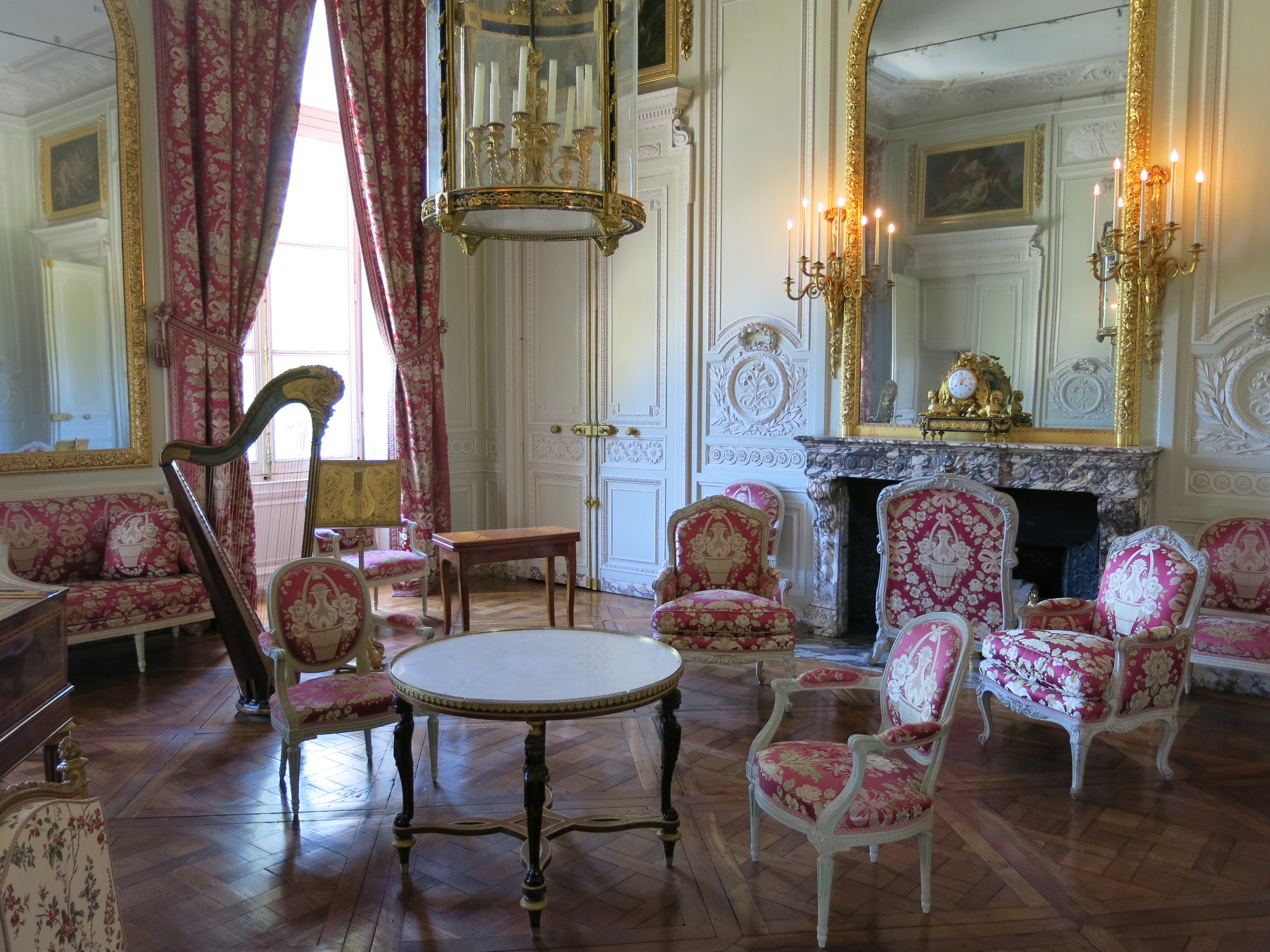
Салон Марии-Антуанетты
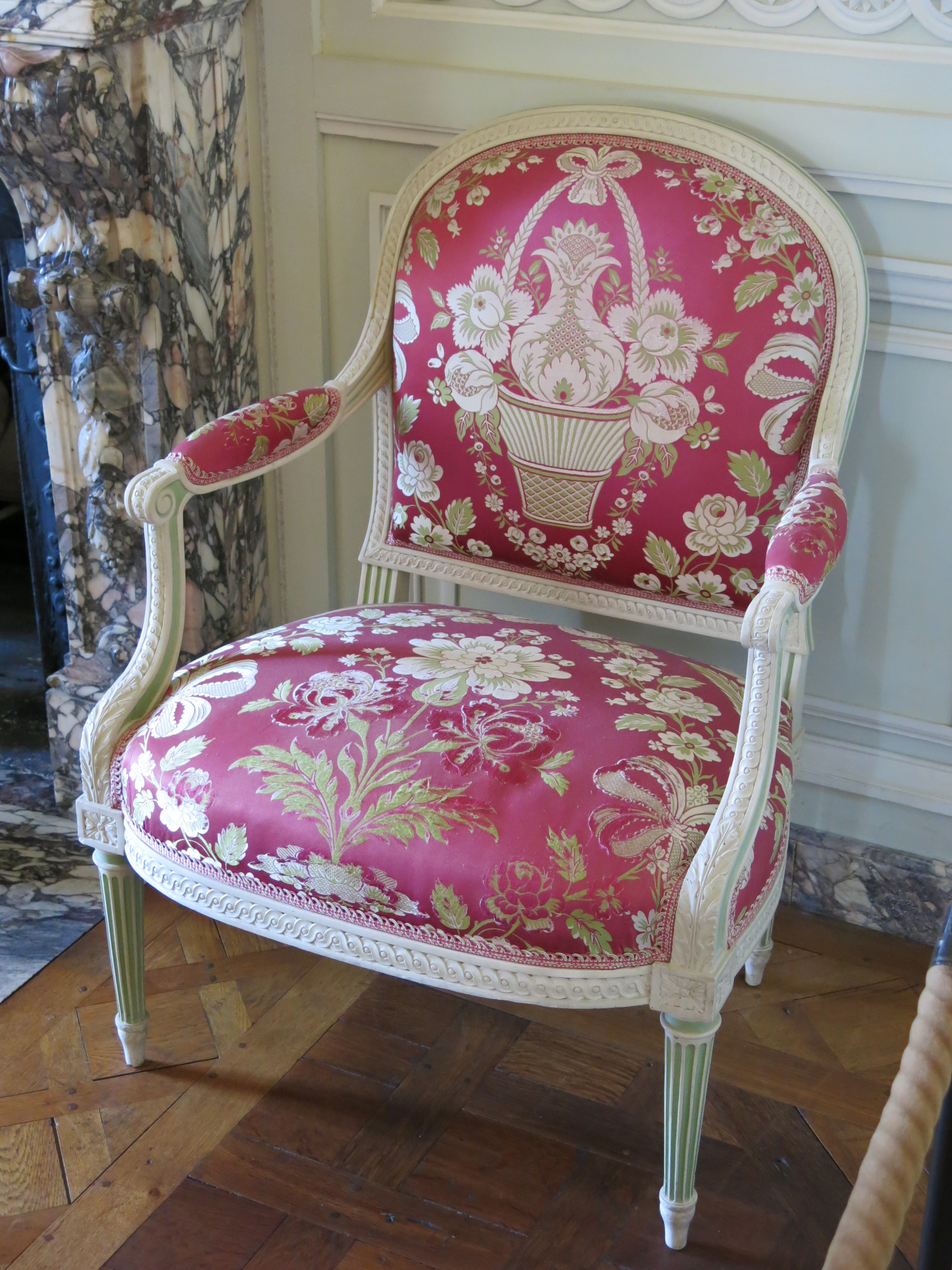
Кресло Салона
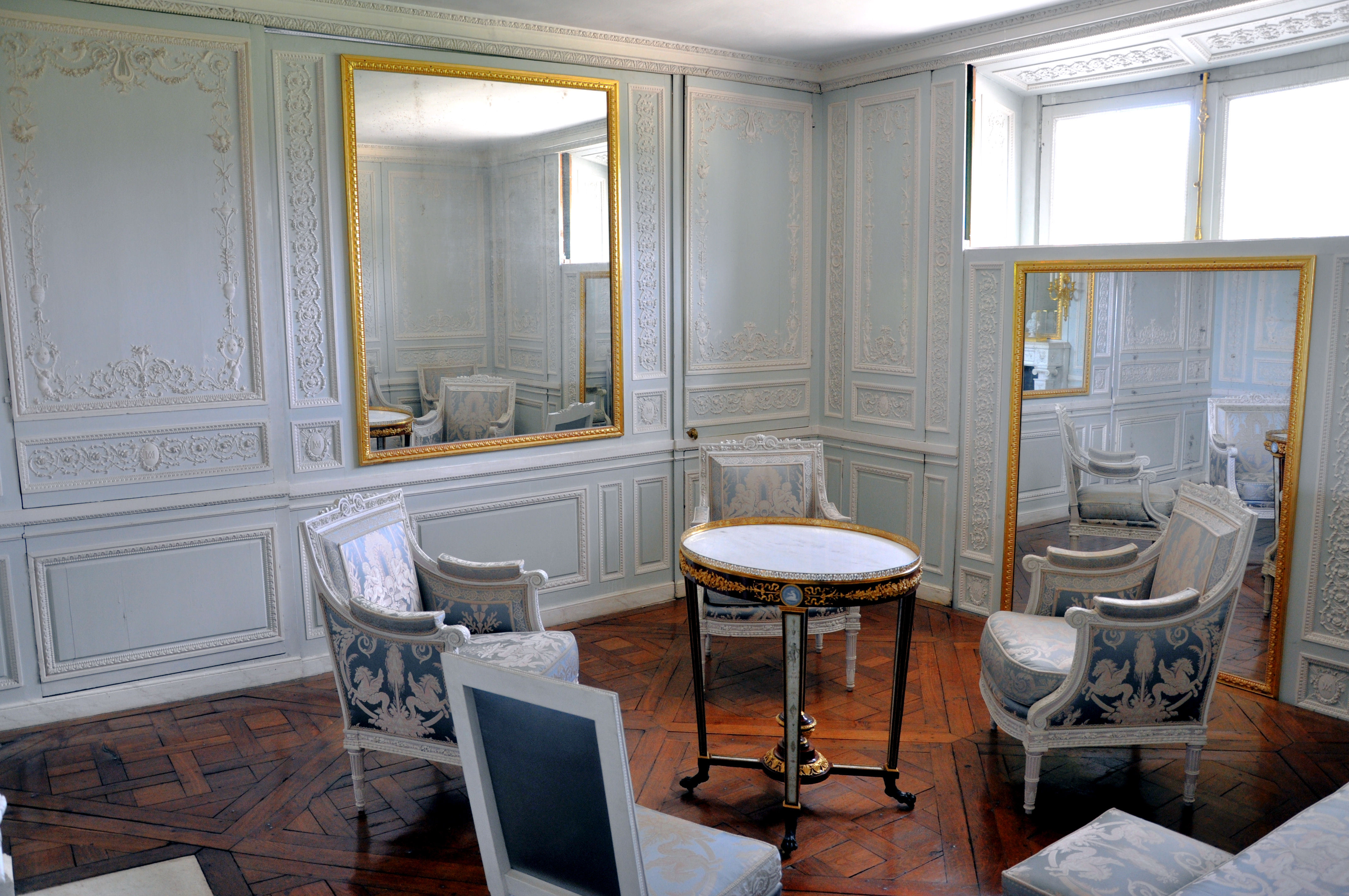
Будуар королевы
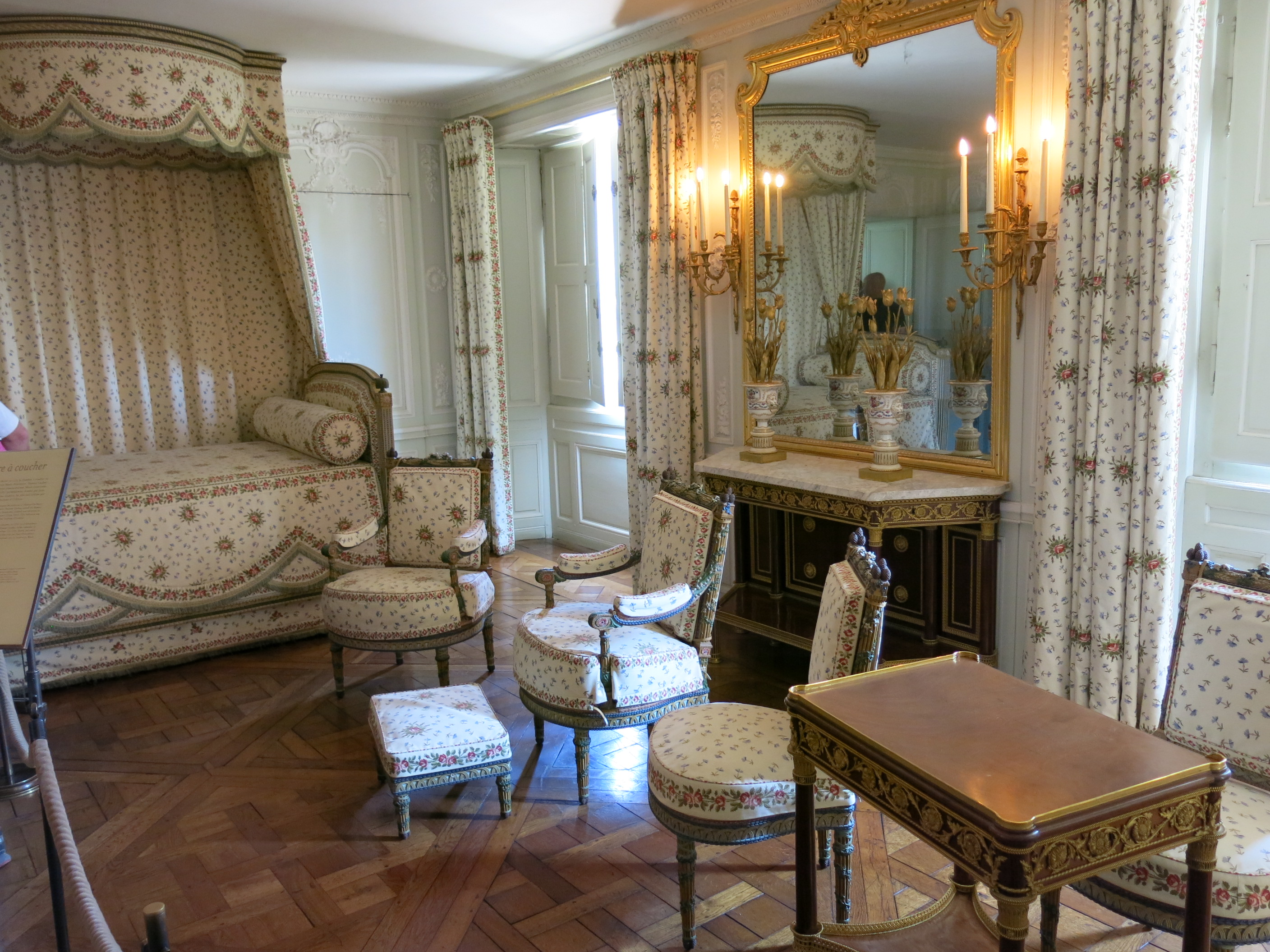
Спальня королевы
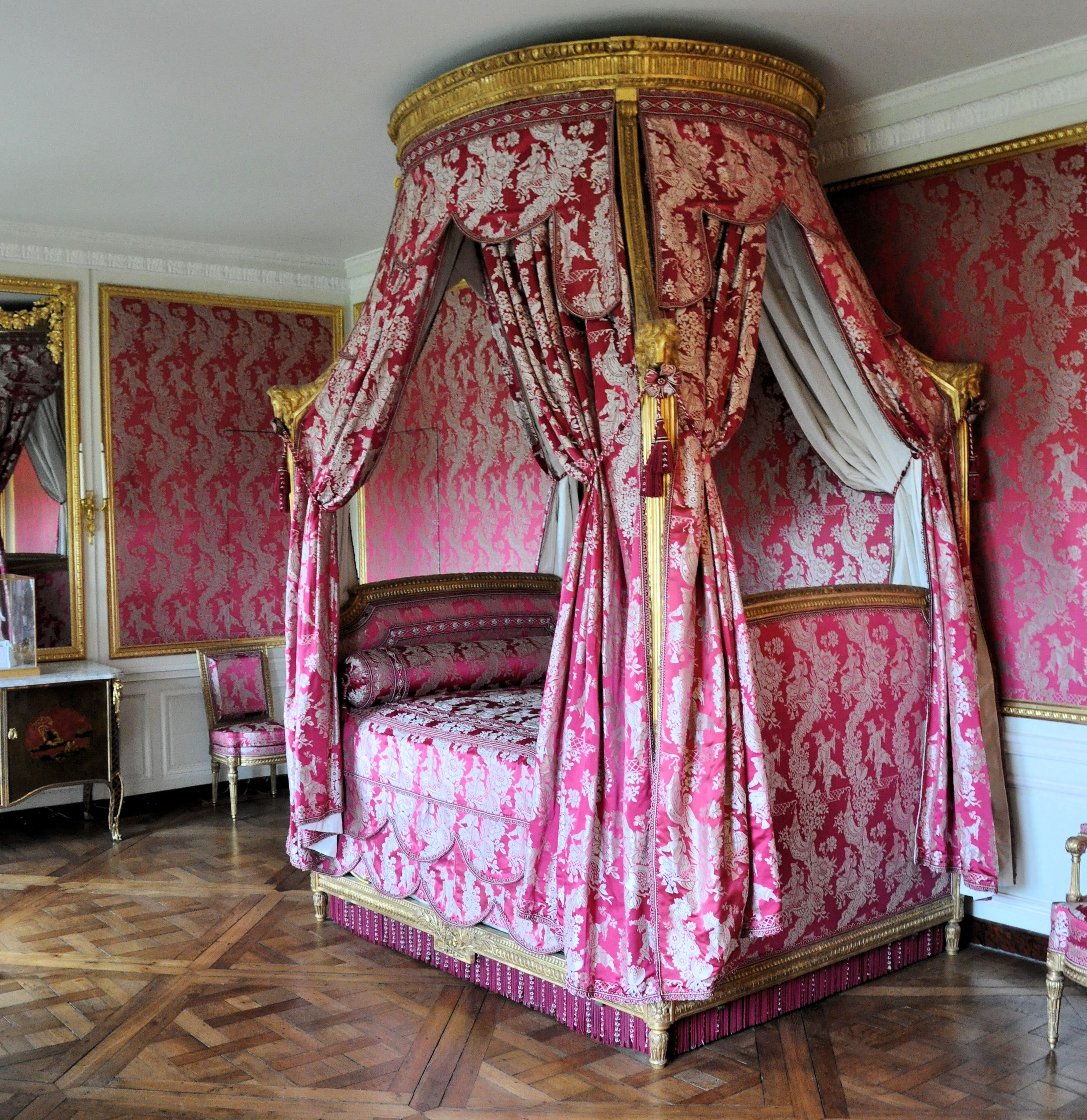
Спальня короля

## Сады Малого Трианона
Во второй половине 1770-х годов на месте «образцовой фермы» и ботанического сада Малого Трианона по указанию Марии-Антуанетты архитектором Ришаром Миком при помощи садовника Антуана Ришара и живописца-пейзажиста Юбера Робера был разбит новомодный пейзажный парк в англо-китайском стиле. Затраты на разбивку парка и возведение парковых построек превосходили финансовые возможности королевы. Когда Мария-Антуанетта обратилась за помощью к королю, Людовик XVI приказал выделить супруге необходимую сумму из государственного бюджета. Таким образом, 22 августа 1775 года «на сады королевы» в королевской сокровищнице было зарезервировано 100 тысяч ливров. Сам поступок, как и сумма, в которую обошлись бюджету развлечения для избранного круга лиц, вызвали пересуды среди придворных и слухи среди простых обывателей. Впоследствии, во время судебного процесса над Марией-Антуанеттой в 1793 году, эти непомерные траты были, среди прочего, вменены ей в вину. 
В 1777 году начались работы по возведению в парке Храма Любви, а вслед за ним — Бельведера. 
В 1780-м году Ришар Мик возвёл Театр королевы, воспроизводивший в миниатюре версальскую Оперу, где Мария-Антуанетта с удовольствием играла на сцене беспечных и наивных пастушек, и для которой сама писала пьесы.
В 1783—1785-х годах на гребне модного в то время сентиментализма рядом с «образцовой фермой» Людовика XV Ришаром Миком для Марии-Антуанетты была построена деревня Деревня Марии-Антуанетты (Hameau de la Reine), архитектура которой питалась народными мотивами Австрии, Нормандии и Фландрии. «Деревушка» состоит из молочной фермы, мельницы и 12-ти крытых соломой домиков, подле которых были разбиты грядки.

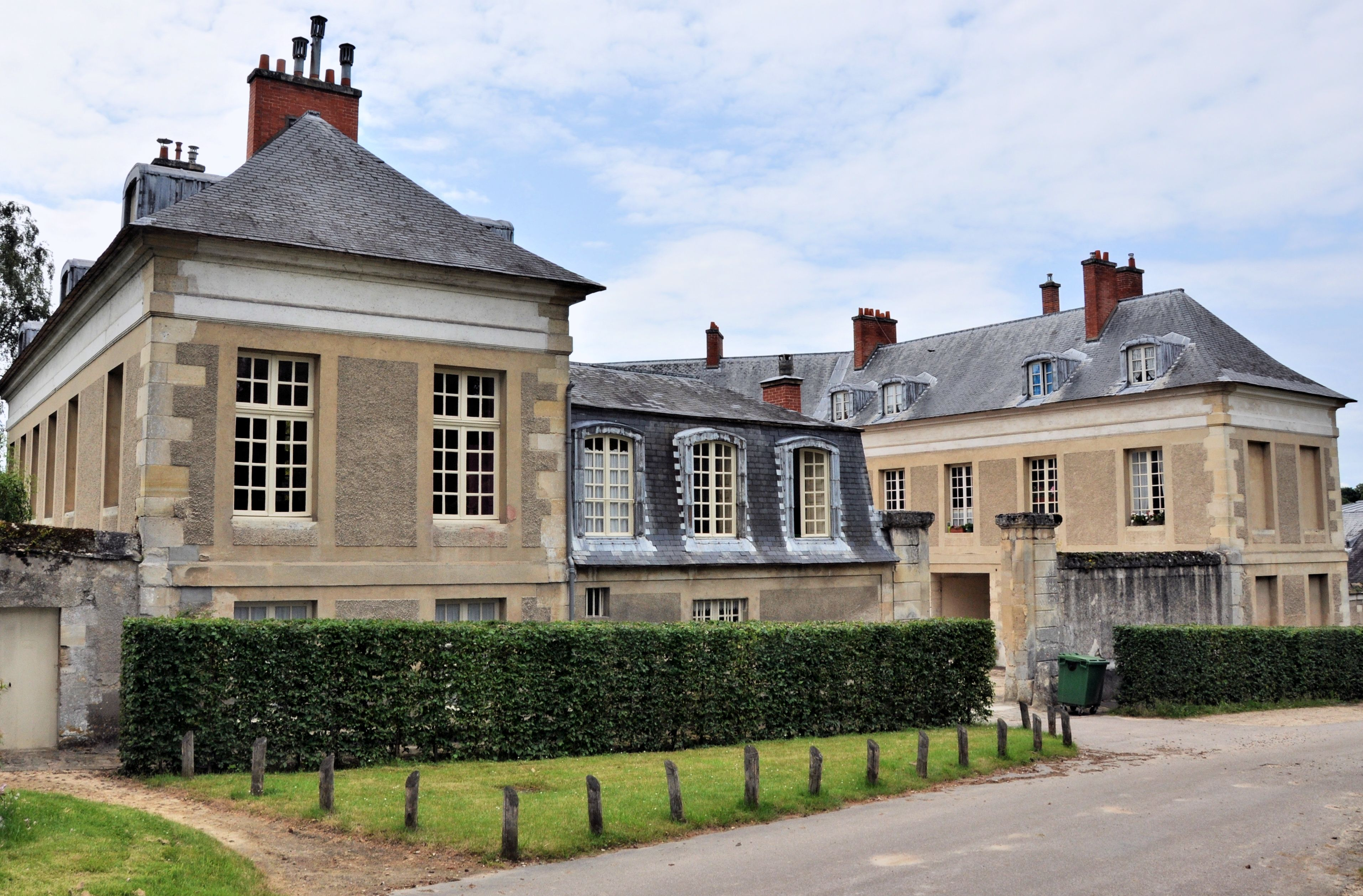
Новый замок (Châteauneuf)
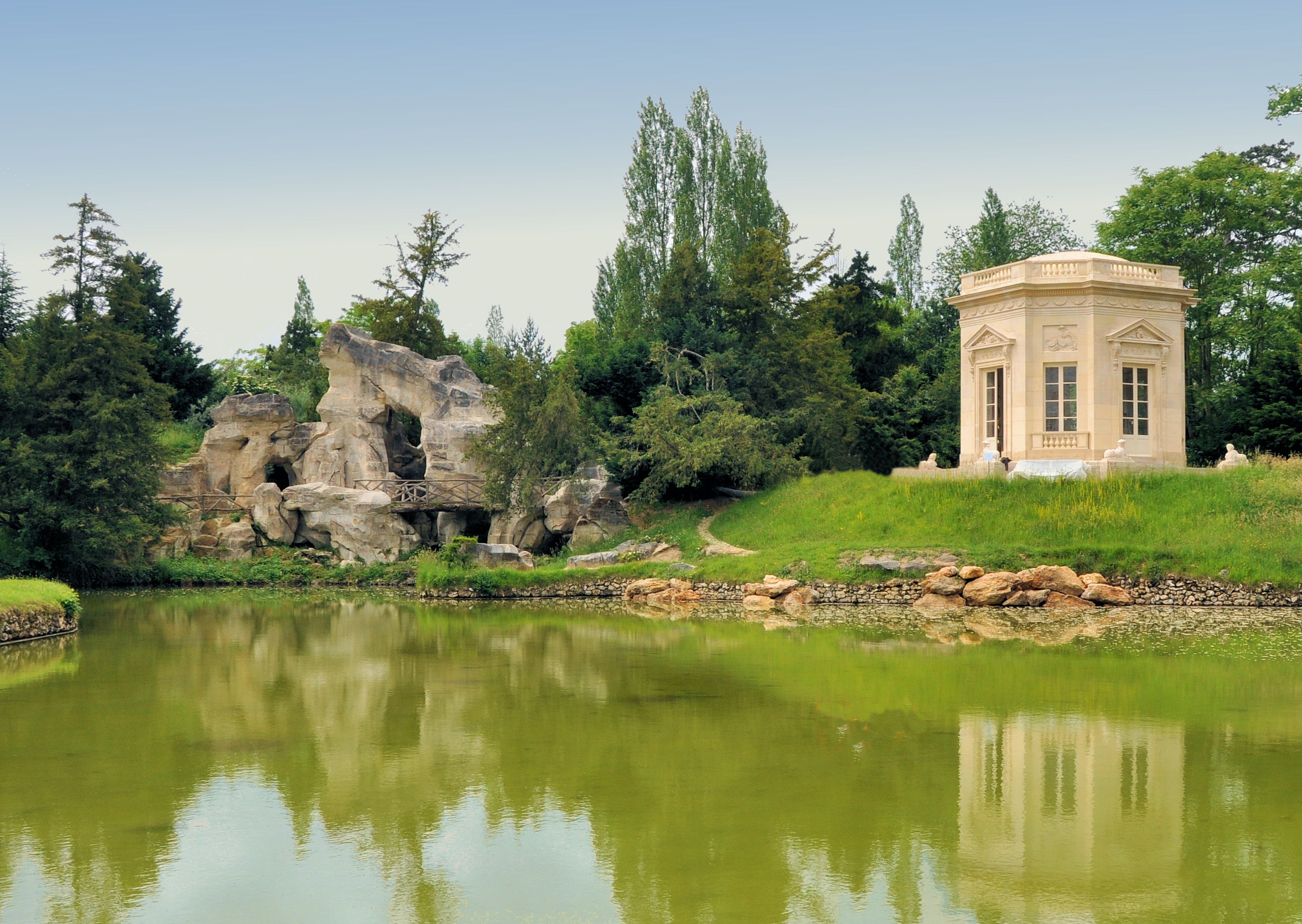
«Большой камень» (Grand Rocher) и Бельведер
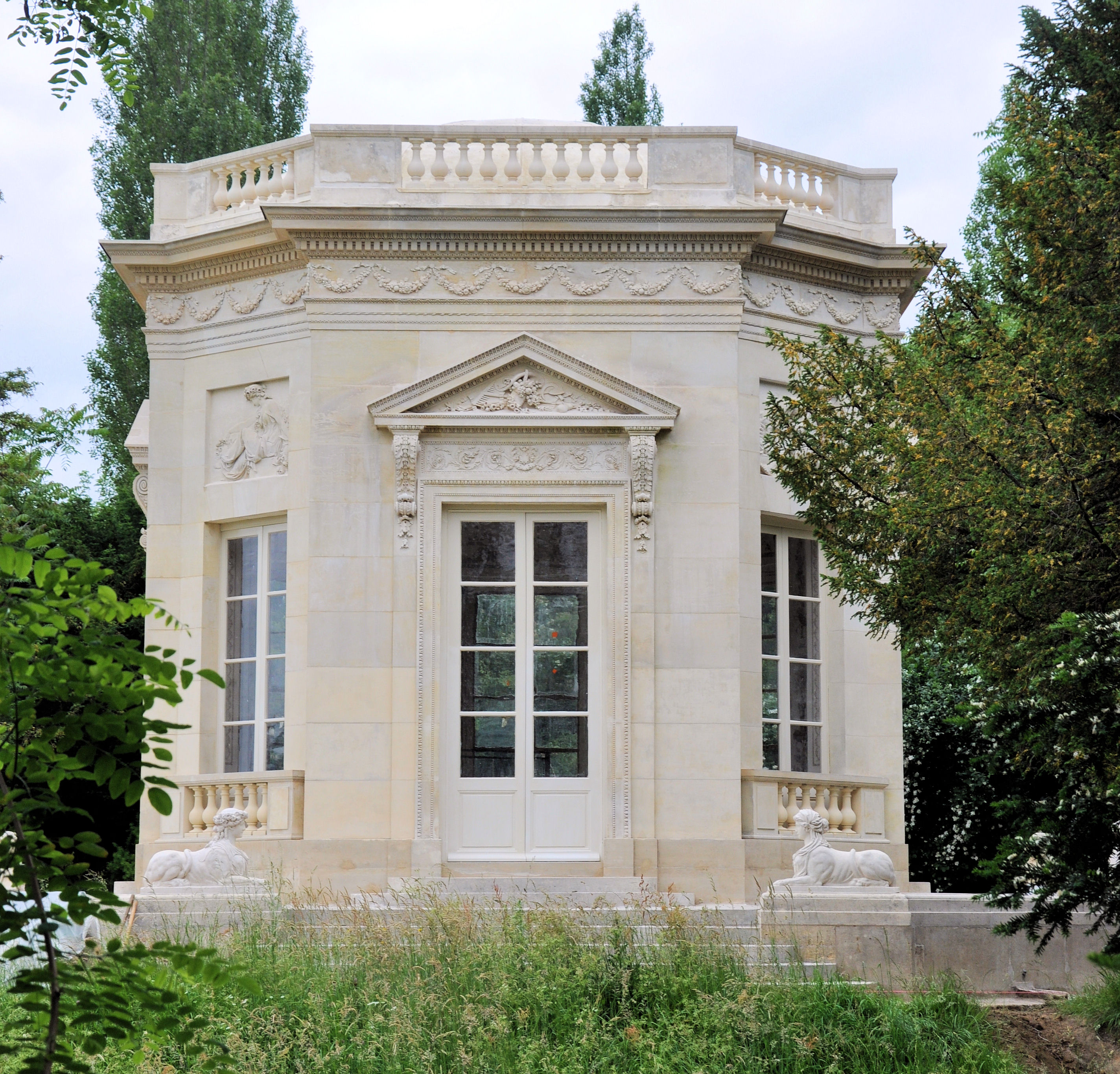
Павильон Бельведер. Архитектор Ришар Мик
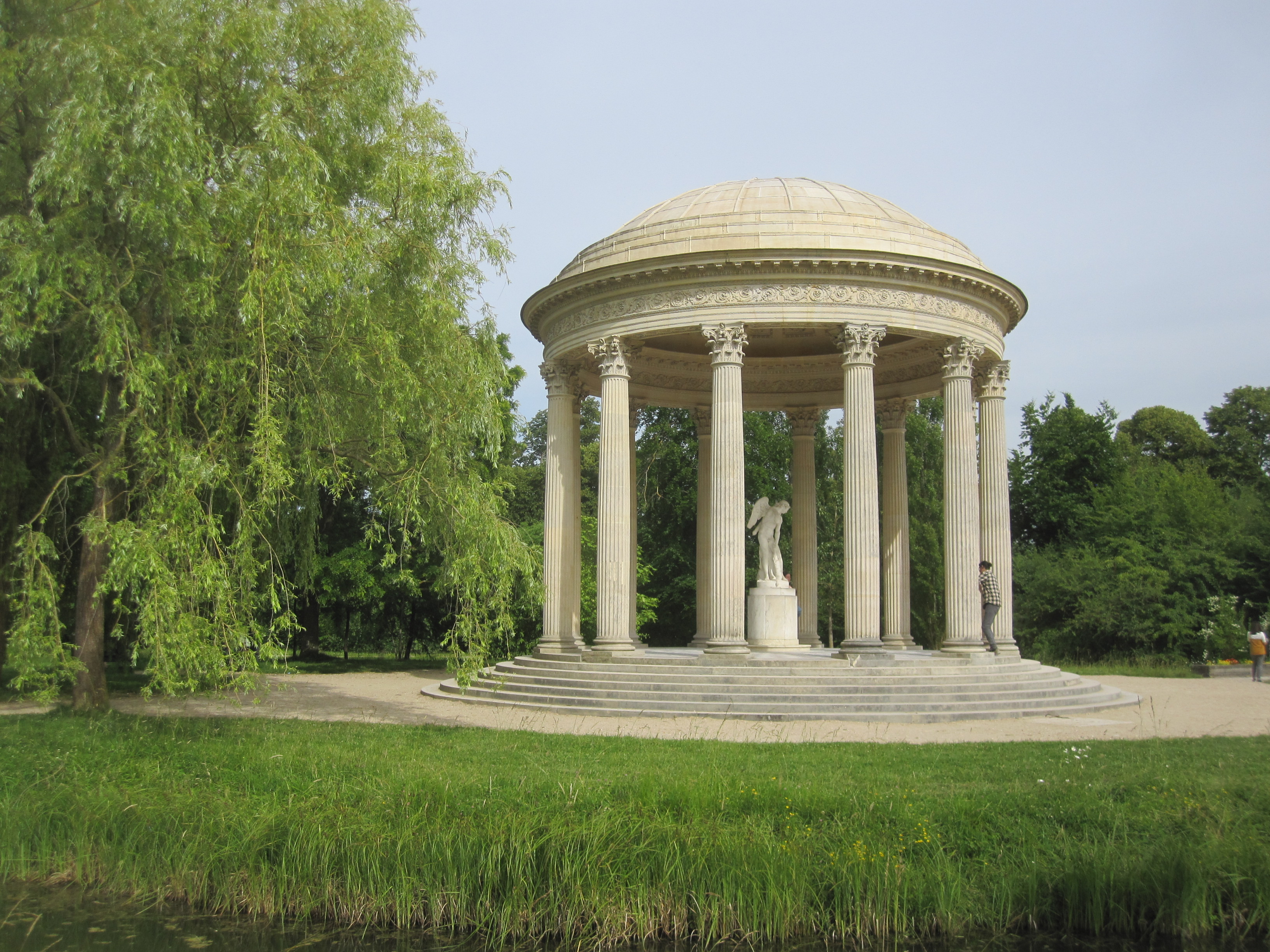
Храм любви. Архитектор Ришар Мик
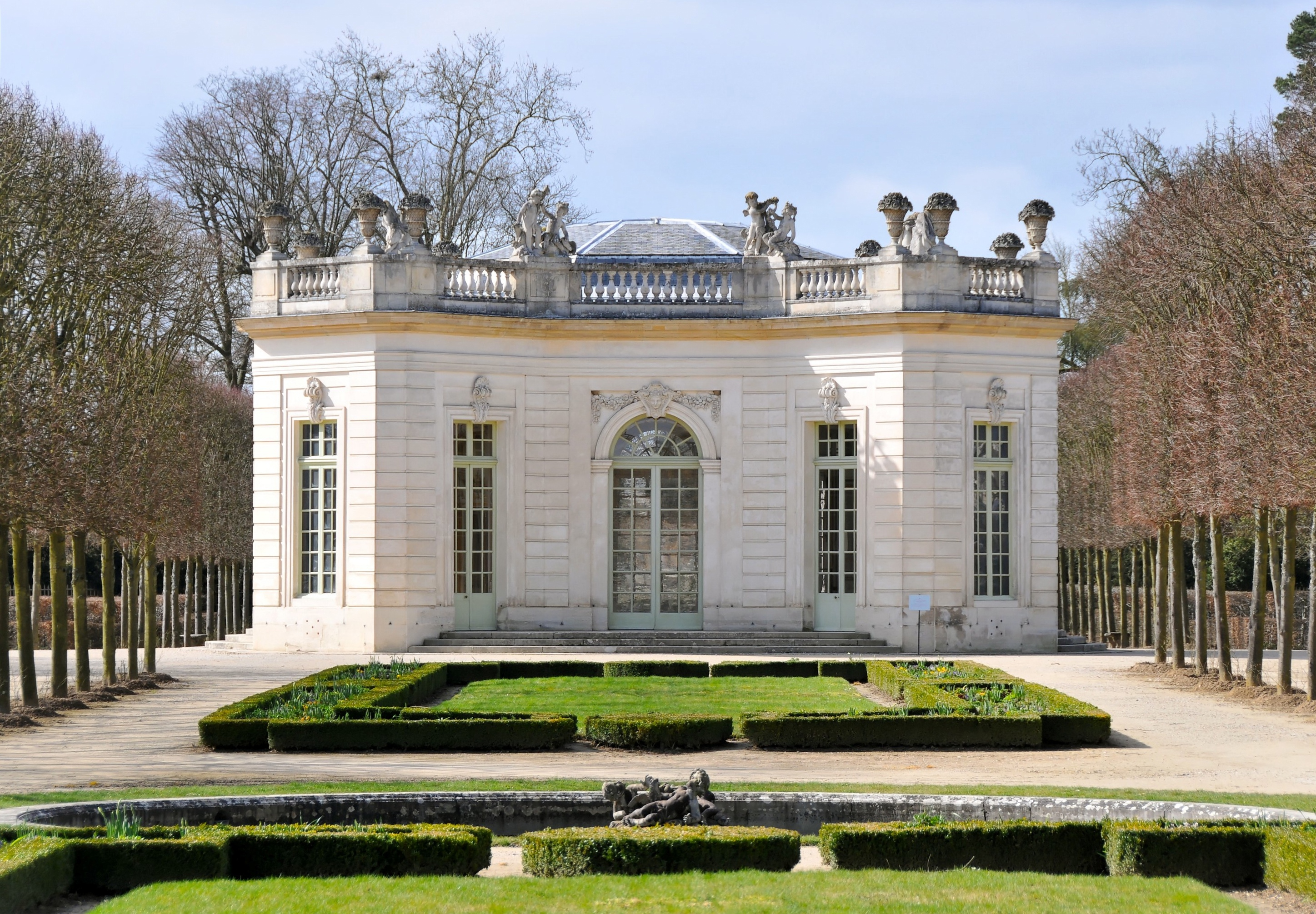
«Французский павильон» (Le Pavillon Français). Архитектор Жак-Анж Габриэль
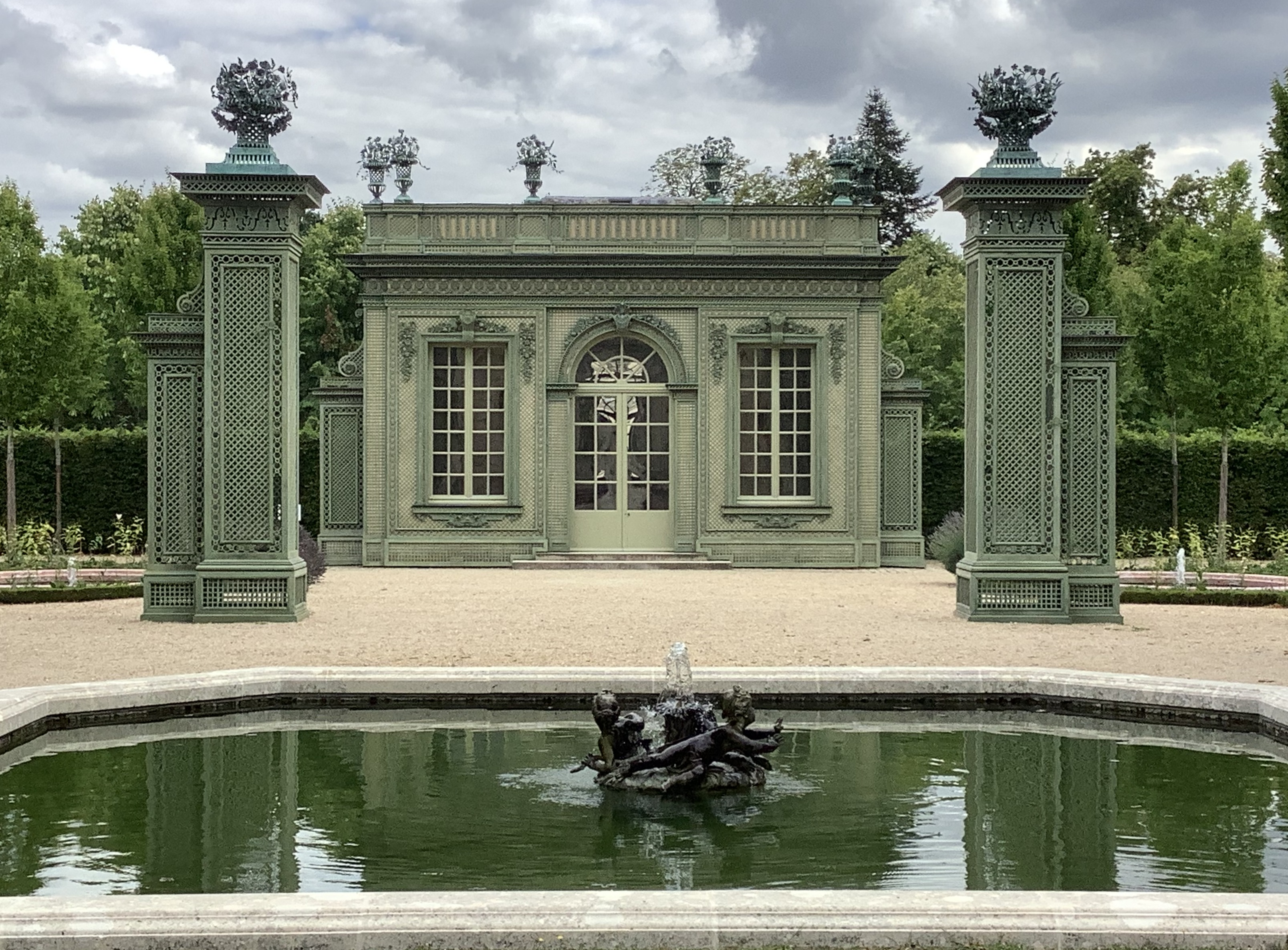
«Прохладный павильон» (Pavillon Frais). Архитектор Жак-Анж Габриэль
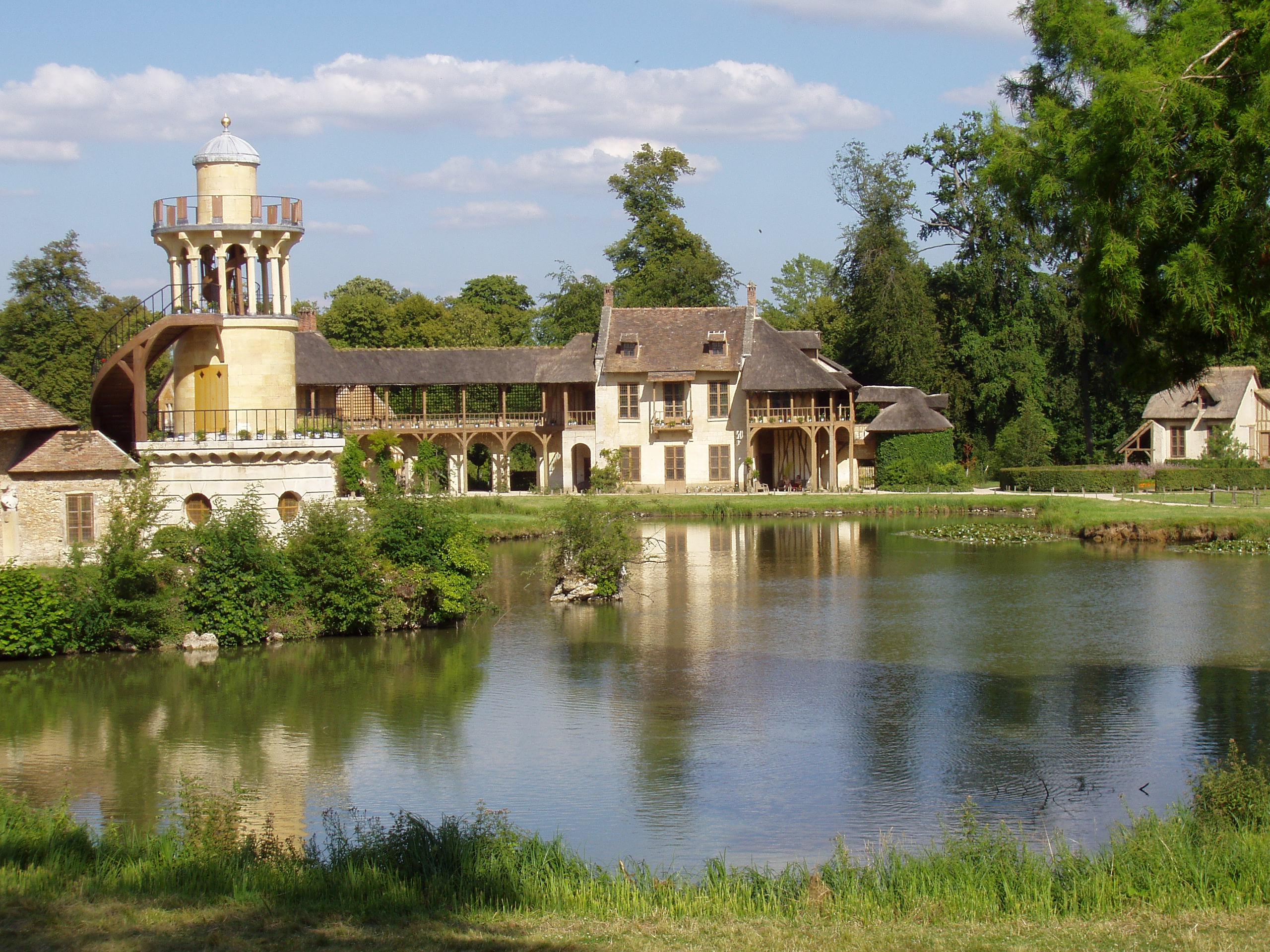
Амо-де-ля-Рен (Деревня королевы)
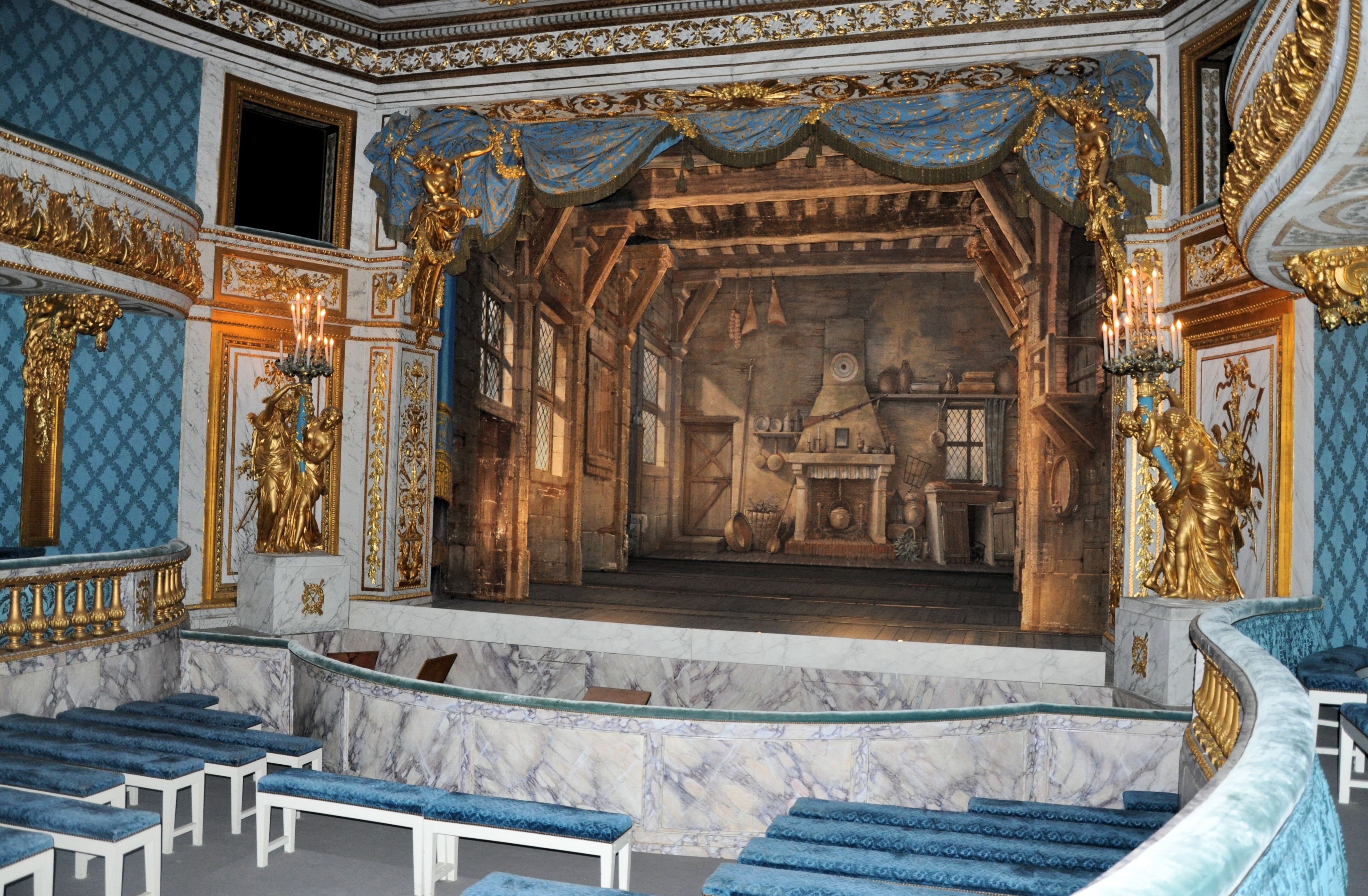
Театр королевы. Интерьер